# Dőry Lajos

A jobaházi Dőry család címere

Jobaházi Dőry Lajos (Dőrypatlan, 1904. január 25. – Keszthely, 1977. január 10.) - mezőgazdász, egyetemi tanár.

## Életrajza
Dőry Elek (1877–1951) és Ugron Matild (1882–1921) elsőszülött gyermeke, a neves Dőry család sarja. Tanulmányait a magyaróvári akadémián kezdte, majd 1926-ban Keszthelyen szerzett diplomát. 1929-től a keszthelyi Gazdasági Akadémia gyakorlati tanszékén, 1931-től 1939-ig a növénytermesztési tanszéken volt tanársegéd, utóbb akadémiai tanárként, megbízták a kolozsvári Mezőgazdasági Főiskola növénytermesztési tanszékének vezetésével. 1944–1946-ban a Debrecen-Pallagpusztai Mezőgazdasági Kísérleti Intézet ideiglenes vezetője volt. 1946–1949-ben a gödöllői Agrártudományi Egyetemen tanszékvezető, 1953-tól a keszthelyi Mezőgazdasági Kísérleti Intézet növénynemesítési és gyepgazdálkodási osztályát vezette.

## Munkássága
Fő kutatási területe a gyepnövények agrotechnikája és nemesítése volt. Úttörő munkát végzett a gyepnövénymag-termesztés racionalizálása, a rét- és legelőgazdasági ismeretek népszerű oktatása, a zöldmezőkataszter felvételezése terén. Kutatásait számos szakközleményben ismertette.

## Főbb munkái
- A réti ecsetpázsit (Magyarország kultúrflórája, Budapest, 1968).